# Доможировское сельское поселение
Доможи́ровское сельское поселе́ние — муниципальное образование в составе Лодейнопольского района Ленинградской области. 
С 2006 до 2012 года называлось — Вахновокарское сельское поселение.
Административный центр — деревня Доможирово (с 2006 до 2012 года — деревня Вахнова Кара).

## Географические данные
Поселение расположено в западной части района вдоль реки Оять при впадении её в Свирь, на юге граничит с Волховским районом, на западе омывается Ладожским озером.
По территории поселения проходят автодороги:
- Р21 (E 105) «Кола» (Санкт-Петербург — Петрозаводск — Мурманск)
- 41К-016 (Станция Оять — Плотично)
- 41К-133 (подъезд к станции Оять)

Расстояние от административного центра поселения до районного центра — 42 км.
Через территорию поселения проходят железная дорога Санкт-Петербург — Мурманск (ж/д станция Оять-Волховстроевский).

## История
В середине XX века в составе Новоладожского уезда Санкт-Петербургской губернии была образована Доможировская волость с центром в деревне Доможирово.
8 октября 1919 года Доможировская волость была ликвидирована, все её населенные пункты были присоединены к Пашской волости.
В начале 1920-х годов в составе Пашской волости был образован Доможировский сельсовет.
В августе 1927 года Доможировский сельсовет вошёл в состав вновь образованного Пашского района Ленинградской области.
В ноябре 1928 года в состав Доможировского сельсовета вошёл Антомановский сельсовет, 16 июня 1954 года — Сермакский сельсовет.
По данным 1933 года в состав сельсовета входило 18 населённых пунктов, население — 2142 чел.
14 декабря 1955 года Пашский район был ликвидирован, Доможировский сельсовет вошёл в состав Новоладожского района.
15 января 1960 года в состав Доможировского сельсовета вошёл Алексинский сельсовет.
1 февраля 1963 года Новоладожский район был ликвидирован, Доможировский сельсовет вошёл в состав Волховского района.
В октябре 1974 года Доможировский сельсовет был передан в состав Лодейнопольского района.
18 января 1994 года постановлением главы администрации Ленинградской области № 10 «Об изменениях административно-территориального устройства районов Ленинградской области» Доможировский сельсовет, также как и все другие сельсоветы области, преобразован в Доможировскую волость.
1 января 2006 года в соответствии с областным законом № 63-оз от 20 сентября 2004 года «Об установлении границ и наделении соответствующим статусом муниципального образования Лодейнопольский муниципальный район и муниципальных образований в его составе» было образовано Вахновокарское сельское поселение с центром в деревне Вахнова Кара, в его состав вошла территория бывшей Доможировской волости.
5 октября 2010 года центр поселения был перенесён в деревню Доможирово, а 15 мая 2012 года поселение переименовано в Доможировское сельское поселение.

## Население
| 2006  | 2010  | 2011  | 2014  | 2015  | 2016  | 2017  |
| ----- | ----- | ----- | ----- | ----- | ----- | ----- |
| 2700  | ↘2211 | ↘2202 | ↗2205 | ↗2255 | ↘2184 | ↘2136 |
| 2018  | 2019  | 2020  | 2021  | 2023  | 2024  | 2025  |
| ↘2120 | ↘2061 | ↘2004 | ↗2195 | ↘2185 | ↘2175 | ↘2126 |

## Состав сельского поселения
В состав сельского поселения входят 35 населённых пунктов:
| №  | Населённый пункт | Тип населённого пункта | Население |
| -- | ---------------- | ---------------------- | --------- |
| 1  | Александровщина  | деревня                | ↗4        |
| 2  | Антомоново       | деревня                | ↗7        |
| 3  | Барково          | деревня                | ↗40       |
| 4  | Вахнова Кара     | деревня                | ↗417      |
| 5  | Выползово        | деревня                | ↘11       |
| 6  | Георгиевская     | деревня                | →3        |
| 7  | Горка            | деревня                | ↗10       |
| 8  | Горка            | деревня                | →4        |
| 9  | Горловщина       | деревня                | ↗60       |
| 10 | Доможирово       | деревня                | ↘171      |
| 11 | Карлуха          | деревня                | ↗3        |
| 12 | Кирьяновщина     | деревня                | ↘10       |
| 13 | Коростелёво      | деревня                | ↗15       |
| 14 | Кургино          | деревня                | ↗12       |
| 15 | Мошкино          | деревня                | ↘471      |
| 16 | Нижняя Шоткуса   | деревня                | ↘49       |
| 17 | Новинка          | деревня                | ↘11       |
| 18 | Овсянниковщина   | деревня                | →1        |
| 19 | Околок           | деревня                | ↘11       |
| 20 | Оятский участок  | деревня                | ↗21       |
| 21 | Оять             | посёлок ж.д. станции   | ↗125      |
| 22 | Полденцы         | деревня                | →4        |
| 23 | Пономарёво       | деревня                | ↗23       |
| 24 | Посад            | деревня                | →9        |
| 25 | Рассвет          | посёлок                | ↘850      |
| 26 | Рекиничи         | деревня                | ↗20       |
| 27 | Рогачово         | деревня                | ↘1        |
| 28 | Сластницыно      | деревня                | ↘11       |
| 29 | Турыгино         | деревня                | ↗9        |
| 30 | Фомино           | деревня                | ↘9        |
| 31 | Хвалёвщина       | деревня                | →0        |
| 32 | Чашковичи        | деревня                | →9        |
| 33 | Чегла            | деревня                | ↘67       |
| 34 | Шишниковщина     | деревня                | →0        |
| 35 | Яровщина         | деревня                | ↘19       |

28 октября 2017 года посёлок Совхоз «Ильич» Лодейнопольского района был упразднён в связи с отсутствием проживающего населения.